# 4771 Hayashi
4771 Hayashi (1989 RM2) là một tiểu hành tinh vành đai chính được phát hiện ngày 7 tháng 9 năm 1989 bởi Yanai và Watanabe ở Kitami.